# Хімено I (король Наварри)
Хімено I (*Jimeno I, д/н —860) — король Памплони (Наварри) у 852-860 роках.

## Життєпис
Походив з династії Інігес. Син Ініго. За правління свого брата-короля Ініго I був сеньйором Алави. Допомагав королю у боротьбі з маврами. У 844 році став співправителем брата.
У 850 році підтримав і сприяв посольству до Карла ІІ Лисого, короля Західно Франкського королівства щодо підтримки у боротьбі з маврами. У 851 році втратив статус співправителя, причини цього невідомі.
За Хімено сеньйорія Алава набула могутості, розширила свої межі. Після смерті брата у 852 році знаттю королівства обирається королем. За однією з версій його співволодарем став небіж Гарсія Інігес. Стосовно королювання Хімено I відомо недостатньо. Помер у 860 році. Владу успадкував Гарсія Інігес.

## Родина
Дружина — ім'я невідоме
Діти:
- Гарсія (бл. 835—882), король у 870—882 роках
- Ініго (д/н)